# ロジャー・ダルトリー
サー・ロジャー・ダルトリー（Sir Roger Daltrey、CBE、1944年3月1日 - ）は、イングランドのロック・ミュージシャン、俳優。ロック・バンドのザ・フーのリード・ボーカリストとして最も有名である。俳優としても積極的に活動し、数多くの映画や演劇、テレビドラマに出演した。
「ローリング・ストーンの選ぶ歴史上最も偉大な100人のシンガー」において第61位。「Q誌の選ぶ歴史上最も偉大な100人のシンガー」において第27位。

## 来歴

### 生い立ち - プロデビューまで
1944年、ロンドンのイースト・アクトンのハマースミス病院に生まれる。奇しくも7ヵ月後に同じ病院で後にバンドメイトとなるジョン・エントウィッスルが生まれている。戦時中は母のアイリーンと共にスコットランドに疎開し、終戦後復員した父・ハリーと共にシェパーズ・ブッシュに移った。その後妹のジリアンとキャロルが生まれている。少年時代は成績優秀で前途有望と見られていたが、元々校則を遵守して教師に従うことを拒否する自称「学校反逆者」であったダルトリーは、大人たちの手に負えないテディ・ボーイズの一人であった。1959年にロックンロールに傾倒するも労働者階級の家庭でギターを買う金もなかったので、父の工具を使ってアコースティック・ギターを自作し、地元の仲間たちと最初のバンド、サルグレイヴ・レヴェルズを結成。地元のコンテストで優勝したりした。15歳の時、トイレで喫煙していたことが表向きの理由で、通っていたアクトン中学校を退学となる。
1961年、板金工として働きながらプロ・デビューを夢見てザ・ディトゥアーズを率いて活動していたダルトリーは、中学時代の後輩のジョン・エントウィッスルがベースを抱えて歩いているのを街で見かけて、ザ・ディトゥアーズに勧誘する。エントウィッスルは当時スコーピオンズというバンドにいたが、ダルトリーと共に活動することを決めた。1962年、エントウィッスルのバンドメイトだったピート・タウンゼントがエントウィッスルの要請を受けて、新しいリズムギタリストとしてザ・ディトゥアーズに加入する。ダルトリーは以前からタウンゼントに目を付けて加入を持ちかけていた。彼は当初リードギタリストだったが、日中の仕事で時折手を負傷していたこともあり、1963年にはそれまで弾いていたエピフォンのエレキギターをタウンゼントに売ってリードギターを任せ、ボーカルに専念するようになる。
ダルトリーは自分の声域でカバーできない曲を演目から外すなど、ザ・ディトゥアーズの絶対的なリーダーとしてメンバーを支配していた。彼は車の運転や機材の搬送、エージェントとの交渉などロード・マネージャーの仕事も一手に引き受けていた。その絶対的立場に対して意見するようになったタウンゼンドとの間に、デビュー後も長らく続くことになる緊張感が芽生え始める。彼は後年、「ピートに任せてたら、あいつは一日中ベッドに転がってマリファナにふけって、ライブなんかまともに出来やしなかったはずさ。誰かが奴らの面倒を見る必要があり、俺がその役目を果たしてたんだ」と語っている。
1964年2月、ザ・ディトゥアーズの名前をタウンゼントの同級生だったリチャード・バーンズが提案したザ・フーに変更。初代ドラマーのダグ・サンダムに代わり4月にキース・ムーンが加入した。

### 1964年 - 1983年
ザ・フーは初代マネージャーのピート・ミーデンの命でザ・ハイ・ナンバーズ（The High Numbers）に改名させられ、1964年7月にモッズ・バンドとしてデビュー・シングル『ズート・スート/アイム・ザ・フェイス』を発表してメジャー・デビューを果たした。一方ダルトリーは本来の姿ではないモッズとしての振る舞いに少なからず抵抗感を覚えていたという。ミーデンの予見は外れ、デビュー・シングルは商業的に失敗した。ミーデンに不満を感じていたダルトリー達は新しいマネージャーのキット・ランバートとクリス・スタンプの元で再始動し、バンド名もザ・フーに戻した。
1965年、デビュー・シングル「アイ・キャント・エクスプレイン」は全英シングルチャートの最高位8位を記録するヒットとなり、ザ・フーは上々の結果を残した。一方バンド内では深刻な対立関係が生じていた。タウンゼントは当時受けた取材で「ロジャーがサウンドの仕上がりに文句を付け、そのことで喧嘩になることが多い」と、バンドの内情を打ち明けている。これに加え、薬物に一切関わらなかったダルトリーに対し他の3人は薬物濫用に耽っていたことも、両者の対立を深める要因となっていた。同年9月のデンマークでのツアー中、楽屋で覚醒状態になったムーンに激昂したダルトリーは彼の錠剤をトイレに流した挙句、それを知って逆上したムーンを殴って気絶させた。他の3人は全員一致でダルトリーの解雇を決めたが、3枚目のシングル「マイ・ジェネレーション」が全英チャートに16位で初登場して最高位2位という好調な売り上げを見せると、ダルトリーは3人に謝罪し、ランバートらの説得も功を奏して、処分を何とか免れた。この騒動はその後も尾を引き、「マイ・ジェネレーション」がヒット・チャートを賑わせている最中の11月には、ザ・フーからダルトリーが脱退してボズ・ピープル（Boz People）のボーカリストだったボズが加入予定、という飛ばし記事が『メロディ・メイカー』誌に掲載された。
対立はこれで収まらず、1966年の5月3日には再びダルトリーが脱退を表明したので、タウンゼント達は2週間ほど、彼抜きでギグをこなした。ダルトリーが戻った同月20日にはムーンが脱退を宣言し、1週間ほど仕事を放棄した。さらに当時エントウィッスルも脱退してムーディ・ブルースに加入することを画策しており、ザ・フーは非常に不安定な状態にあったが、1967年から1968年にかけて行った全米ツアーを経て「バンドが団結することが出来た」とダルトリーは振り返っている。
1971年にはエントウィッスル、1972年にはタウンゼントがソロ・アルバムを発表するが、ダルトリーはあくまでザ・フーのリード・ボーカリストとしての立場にこだわり、ソロ活動に興味を示すことはなかった。それが変わったのは1973年。往年のポップ・シンガーのアダム・フェイスとその相棒のデヴィッド・コートニーから、彼等がマネージメントをしていた新人シンガー・ソングライターのレオ・セイヤーを紹介されたことが、彼をソロ活動へ向かわせるきっかけとなった。楽曲、プロデュースを彼等3人にゆだねて製作されたファースト・ソロ・アルバム『ダルトリー』はバラードが中心となり、ザ・フーのリード・ボーカリストとは全く違った彼の一面を見せる作品となった。シングル・リリースした「ギヴィング・イット・オール・アウェイ」が全英5位という、ザ・フーの各メンバーのソロ作品中最高のヒット作となる。アルバムも全英6位まで上昇している（全米は45位）。
1975年、ダルトリーは俳優デビューを果たす。1969年にザ・フーが発表したロックオペラアルバム『トミー』の映画化にあたり、主人公のトミーを演じたのである。この映画が彼の俳優としての才能を開花させ、以降様々なドラマ、映画に出演するきっかけとなった。『トミー』の成功により一躍注目を集めたダルトリーは、宣伝のために訪れたアメリカ合衆国では女性たちに囲まれたという。また同年、ラス・バラードをプロデューサーに迎えて2枚目のソロ・アルバム『ライド・ア・ロック・ホース』を発売する。前作とは打って変わってハードな楽曲を収録したアルバムは前作を大きく上回る売上を立て、全英14位、全米28位にまで上った。
ソロ活動が充実する一方、ザ・フーでの活動にはこの頃より軋みが生じるようになる。1975年、『ニュー・ミュージカル・エクスプレス』の取材でダルトリーに対し厳しい意見を述べたタウンゼンドに対し、ダルトリーは同じ紙面でタウンゼントを痛烈に批判した。これにより2人の不仲が知られると、ザ・フー解散説が浮上した。さらに、ムーンが長年の不摂生により以前のような公演活動から身を引いたため、ザ・フーの活動は停滞気味になる。そのような中での1977年、3枚目のソロ・アルバム『ワン・オブ・ザ・ボーイズ』を発表。アルバムにはウイングスのポール・マッカートニーが新曲を提供し、エントウィッスルの他、ハンク・マーヴィン、エリック・クラプトン、アルヴィン・リーなど豪華ゲストが多数参加した。しかし売上は前作ほどは伸びず、チャート成績も全英45位、全米46位に終わった。
1978年、ムーンが死去。1979年、ダルトリーは元フェイセズのケニー・ジョーンズを後任のドラマーとして採用し、新生ザ・フーを始動させる。しかし、間もなくダルトリーはジョーンズとの間に軋轢が生じさせた。ダルトリーはジョーンズの演奏を好まず、ジョーンズを解雇するためタウンゼントを説得するようマネージャーに頼むほどだった。ダルトリーは「キースは俺のボーカル・ラインに沿ってドラムを叩いてくれたがケニーは違う」と主張し、タウンゼンドを悩ませた。
1980年、脱獄囚ジョン・マックヴィカーの自伝に基づく映画『マックヴィカー』に主演。ザ・フーのマネージャーのビル・カービシュリーが同映画の共同プロデューサーを務め、ダルトリーの4枚目のソロ・アルバムに相当するサウンドトラック盤『マックヴィカー (オリジナル・サウンドトラック)』には、ジョーンズを含むザ・フーのメンバー全員が参加した。同アルバムは彼のソロ活動史上最高の売り上げ(全米22位、全英39位)を記録した。シングル・カットされた「ウィザウト・ユア・ラヴ」も全米20位を記録して、彼のアメリカでの最大のヒット曲になった。
求心力を失っていたザ・フーは、1982年9月末から12月まで解散ツアーを行なった後、1983年6月に正式に解散を表明する。

### 1984年以降
1984年、ザ・フー解散後初となる5枚目のソロ・アルバム『パーティング・シュッド・ビー・ペインレス』をリリース。シングル「ウォーキング・イン・マイ・スリープ」が全英56位、全米62位につけるも、アルバムは内容が大人しく地味だったためか全米102位に終わり、商業的には奮わなかった。しかし、翌1985年にタウンゼンドが提供した新曲「アフター・ザ・ファイヤー」のシングルが全英50位、全米48位を記録し、日本でもスズキ・カルタスのCMソングに起用された。同曲を収録した6枚目のアルバム『月の影』は、プロデューサーにアラン・シャックロック、ゲストに当時人気絶頂のブライアン・アダムスを迎え、ダルトリーも作詞に積極的に関わった。同アルバムはチャートでは全米42位、全英52位につけた。このアルバムの宣伝のため、ダルトリーは初のソロ・ツアーを敢行する。公演ではザ・フーの楽曲も披露し、高い評価を得た。
1987年、前作同様シャックロックと組んで制作した7枚目のソロ・アルバム『今宵、シネマで』をリリースするもチャート・インを果たせず。しばらくソロでの音楽活動から遠ざかるが、1989年のザ・フーの結成25周年記念ツアーを経て、良い刺激を受けたダルトリーは再びソロ・アルバム製作に意欲を燃やす。1992年、8枚目のソロ・アルバム『ロックス・イン・ザ・ヘッズ』を発売。だが宣伝不足と北米限定という販売戦略により、前作同様チャート到達を果たせなかった。その後2018年までの26年間、ソロ名義のオリジナル・アルバムは製作されなかった。同年、フレディ・マーキュリー追悼コンサートに出演して、「アイ・ウォント・イット・オール」を歌唱した。
ザ・フー結成30周年となる1994年、オーケストラを従えてザ・フーの楽曲を演奏するソロ・ツアーを敢行。初日のニューヨーク公演にはタウンゼンドやエントウィッスルも参加した。当時不安神経症を患っていたタウンゼンドは出演を辞退しようとしてダルトリーを激怒させたが、その後参加を決めた。この公演の模様を収録した『ア・セレブレーション - ザ・ミュージック・オブ・ピート・タウンゼンド・アンド・ザ・フー』は年内に発売された。収録曲の中には既に発表されていたタウンゼンドのソロ・アルバムの楽曲をダルトリーが取り上げたものもあった。
1996年6月、タウンゼント、エントウィッスルと再結集したダルトリーはチャールズ皇太子主催の『プリンシズ・トラスト』（The Prince's Trust）でザ・フーのアルバム『四重人格』（1973年）を完全再演した。これをきっかけにザ・フーの再結成が本格化し、そのツアー活動が主軸になったので、ソロ活動は中断された。2009年、北米およびカナダで久々にソロ・ツアーを行う。バンド・メンバーにはタウンゼンドの弟で、1996年の『四重人格』の再演以来ザ・フーのツアーにサポート・メンバーとして参加してきたサイモン・タウンゼントも含まれた。2010年にはエリック・クラプトンとジョイント・ツアーを敢行。2011年にはサイモンらを招聘したソロ・ツアーで『トミー』を完全再演する。2012年4月にはソロで来日し、東京・横浜・大阪・名古屋で公演を行っている。
2014年、ウィルコ・ジョンソンとコラボレートしたアルバム『ゴーイング・バック・ホーム』をリリース（全英3位）。
2018年、26年ぶりのソロ・アルバム『アズ・ロング・アズ・アイ・ハヴ・ユー』を発表（全英8位、全米194位）。アルバムにはタウンゼンドも参加している。また、サイモン・タウンゼンドをはじめとするザ・フーのサポート・メンバーを含むバンドを率いて、『トミー』をオーケストラと再演するツアーを行なった。さらに、回想録の"Thanks a Lot Mr. Kibblewhite: My Story"を上梓した。翌2019年に『トミー』（1969年）の50周年記念として、ライブ・アルバムThe Who's Tommy Orchestralを発表した。

## 音楽スタイル
ややハスキーがかったパワフルな声質を持つが、本人は自分の声を気に入っていないという。ザ・フーのコンサートでは、タウンゼントのギター破壊が注目を集めたが、ダルトリーもまたコードを軸にマイクを投げ縄の如く振り回すパフォーマンスで観客を魅了した。ギターも弾けて、前述のとおり元々はリード・ギター担当だったが、、ザ・フーではあくまでボーカリストに徹して、ハーモニカとタンバリン以外の楽器は演奏しなかった。だがソロ活動や近年のステージではギターを弾きながら歌うこともある。
ザ・フーで自ら作詞作曲を行うことはあまりなかった。ザ・フーの曲で共作を含めて彼の名前が作者にクレジットされているのは、「エニウェイ・エニハウ・エニホエア」、「シー・マイ・ウェイ」、「アーリー・モーニング・コールド・タクシー」、「ヒア・フォー・モア」の4曲のみである。「エニウェイ・エニハウ・エニホエア」はタウンゼントと、「アーリー・モーニング・コールド・タクシー」はツアー・マネージャーだったデイヴ・ラングストンとの共作である。しかし実際には後者はラングストンが単独で書いた曲である。当初ダルトリーは「サイ（ラングストンのニックネーム）と2人で書いた」と言っていたが、ラングストンが耐え切れずに暴露してしまったので、タウンゼントは彼に作者としてのクレジットを諦めるよう説得した。結局、彼の名はクレジットに残された。
タウンゼントはダルトリーがなぜもっと曲を書かないのか理解できなかったと言い、「多分ロジャーは、解釈者、声、楽器として存在する方が楽しかったんだろうね」と推測している。ダルトリーが一番気に入っているザ・フーのナンバーは「ビハインド・ブルー・アイズ」(アルバム『フーズ・ネクスト』収録)であるという。
ソロ活動においても他人の曲を取り上げることが多く、10作ものソロ・アルバムに収録された自作曲は共作を含めても10曲前後である。

## 俳優として
映画『トミー』（1975年）の主役に抜擢されたダルトリーは、演技の経験が全く無かったにも拘らず大役を見事に務めて、第33回ゴールデン・グローブ賞の最優秀新人男優賞の受賞者の候補の一人に挙げられるなど、その演技を高く評価された。
『トミー』の監督を務めたケン・ラッセルはダルトリーの演技に感銘を受けて、19世紀の作曲家フランツ・リストを社交界のアイドルとして描いた次作『リストマニア』（1975年）の主役に彼を抜擢した。ダルトリーは音楽を担当したリック・ウェイクマン名義の同名サウンドトラック盤の制作にも参加して、幾つかの収録曲の作詞とリード・ボーカルを担当した。
1978年にはリチャード・マーカンドが監督を務めたホラー映画『レガシー』に出演して、招待されたパーティーの席で不審な死を遂げる客の役を演じた。
1980年には前述のように実在する脱獄囚の自伝に基づいたイギリス映画『マックヴィカー』の主役を務めた。

## 人物

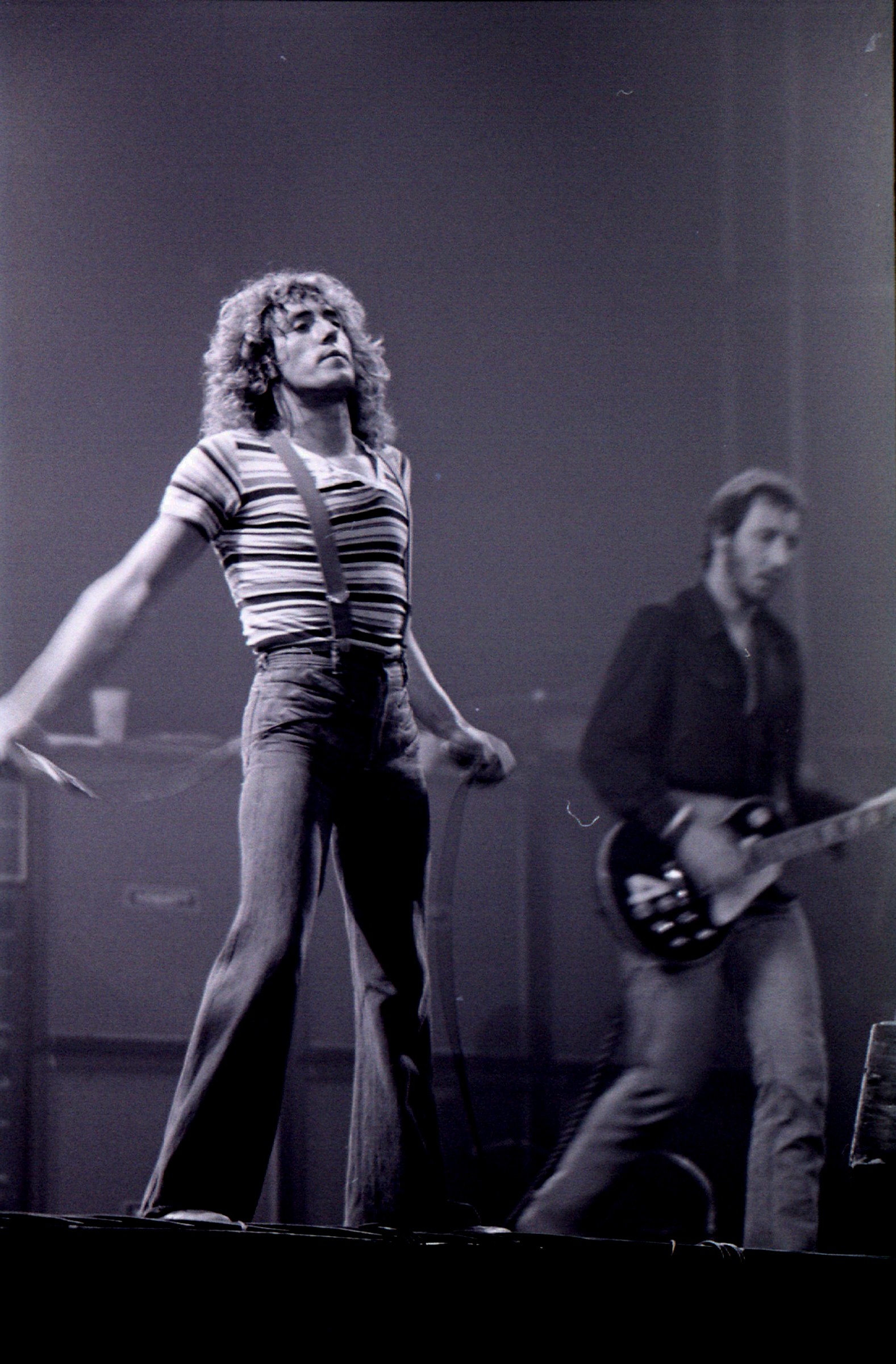
ダルトリーとタウンゼント (1976年)

最年長であったダルトリーは、初期のザ・フーにおいては絶対的なリーダーであり、小柄な体格にもかかわらず腕っ節が強く、必要な場合には暴力も使いバンドを牽引した。タウンゼントは「ロジャーはすべてを自分の思うようにした。もし彼に反対したら、普通は拳を食らったよ」（Giuliano, p. 26）と証言している。やがてマネージャーのキット・ランバートの下でタウンゼントが作曲家として頭角を現すようになり、バンドの主導権が彼からタウンゼントに次第に移っていくにつれて、二人の間に長く続く確執が生まれていった。しかし、タウンゼントは「私とロジャーはしぶしぶながらもお互いに敬意を抱いていたと言っていい。そしてそれは今でも続いている」と語っている。ダルトリーは近年のインタビューで、1983年にザ・フーが解散した理由について尋ねられ「当時のピートはツアーのプレッシャーについてよく話しており、このままでは彼が自殺してしまうのではと思い、ザ・フーの解散を決めた」と答えており、タウンゼントを慮って解散に同意したことを打ち明けている。また2003年にタウンゼントが児童ポルノサイトにアクセスした容疑で警察から捜索を受けた時には一貫して彼を擁護して、彼から深い感謝の念を受けている。薬物摂取と過度の飲酒が原因で32歳で死去したキース・ムーンについては、彼を救ってあげられなかったことを非常に後悔していると語っている。さらに「キースにとって安心できる存在は、ザ・フーの中では僕だけだった」とも語っており、リーダーの座をタウンゼントに譲ってからも、ダルトリーがバンドの精神的支柱であったことを窺わせている。
上記のとおり、ボーカリストとして喉を大事にするために、他のメンバーとの仲が悪くなろうともドラッグには一切手を出さないなど、生真面目な性格である。但し「自分はマリファナどまりだった」とも語っており、全く手を出さなかったわけではなかった様で、タウンゼントからも「（ダルトリーは）面白いと思ったら、ファンと一緒になって悪い事でも何でもやった」と指摘されている。
インターネットについては、積極的に活用しているタウンゼントとは対照的に、「インターネットによりミュージシャンは何の見返りもなく働かされている」と否定的かつ批判的である。
私生活では2度の婚姻を経験している。1度目はメジャー・デビューする前の1964年3月、前の年の秋に出会った当時16歳の恋人ジャックリーン・リックマン（Jacqueline Rickman）とだった。同年8月には第一子も授かった。しかし結婚生活はすぐに破綻し、1年も経つとダルトリーはバンド用のバンで寝泊りするようになる。1968年1月に離婚届を申請し、1970年5月に正式に離婚した。現在の妻であるヘザー・テイラー（Heather Taylor）とは前妻と別れて間もない1968年に出会っており、1971年に結婚。3人の子供を授かっている。
妹のキャロルは癌により32歳の若さで死去している。このため健康には人一倍気を遣っており、体調面においてはかなりナーバスになるという。2015年にウイルス性髄膜炎に感染し、ザ・フーのツアーを中断したが、回復後のインタビューでは「闘病中はひどい苦痛の中にいたが、逆に心が平穏になった。もし死が訪れても喜んで受けれただろうね」と語っている。なお、タウンゼントは17歳の頃、わずかな期間だがキャロルと交際していた。

### 慈善事業
ダルトリーはザ・フーのメンバーとしても個人としても、慈善事業に積極的に関わっている。彼は若年層の癌患者を支援する団体であるティーンエイジ・キャンサー・トラスト（Teenage Cancer Trust）の名誉後援者としてその名を記されており、また同団体のためのロイヤル・アルバート・ホールでのチャリティ・ライブを発起した。このコンサートは2000年からほぼ毎年開催されており、ザ・フー以外にもポール・マッカートニー、オアシス、ポール・ウェラー、ジミー・ペイジ、ロバート・プラント、ロン・ウッドら豪華なアーティスト陣がゲスト出演している。
2004年4月1日に行われたチャリティコンサートにはジャミロクワイも出演した(詳細は「アイム・イン・ザ・ムード・フォー・ラブ」参照)。
このコンサートでこれまでに2千万ポンドの収益を上げている。ザ・フーでは、「アンコール・シリーズ」と銘打った公式海賊盤のインターネット販売を2002年のツアー分から行っているが（入手はこのサイトから可能）、ここからの収益は全て上記の団体に寄付される。
2014年、イギリスの音楽誌『Music Week』主催のアワードで、長年のチャリティ活動の功績により功労賞を受賞する。授賞式ではポール・ウェラーからアワードを手渡され、さらにポール・マッカートニーがビデオ・メッセージでダルトリーを讃えた。

## ディスコグラフィ

### ソロ・アルバム

#### オリジナル
- 『ダルトリー』 - Daltrey (1973年)
- 『ライド・ア・ロック・ホース』 - Ride a Rock Horse (1975年)
- 『ワン・オブ・ザ・ボーイズ』 - One of the Boys (1977年)
- 『マックヴィカー (オリジナル・サウンドトラック)』 - McVicar (1980年)
- 『パーティング・シュッド・ビー・ペインレス』 - Parting Should Be Painless (1984年)
- 『月の影』 - Under a Raging Moon (1985年)
- 『今宵、シネマで』 - Can't Wait to See the Movie (1987年)
- 『ロックス・イン・ザ・ヘッズ』 -Rocks in the Head (1992年)
- 『ア・セレブレーション - ザ・ミュージック・オブ・ピート・タウンゼンド・アンド・ザ・フー』 - A Celebration: The Music of Pete Townshend and The Who (1994年)
- 『ゴーイング・バック・ホーム』 - Going Back Home (2014年) ※ウィルコ・ジョンソンとの共作
- 『アズ・ロング・アズ・アイ・ハヴ・ユー』 - As Long As I Have You (2018年）
- 『ザ・フー「トミー」オーケストラル』 - The Who's Tommy Orchestral (2019年）

#### 編集アルバム
- Best Bits（1982年）
- Best of Rockers & Ballads（1991年）
- Martyrs & Madmen: The Best of Roger Daltrey（1997年）
- Anthology（1998年）
- Moonlighting: The Anthology（2005年）

### 参加アルバム
- Tommy as performed by London Symphony Orchestra and English Chamber Choir with Guest Soloists（1972年）
- Tommy Original Soundtrack Recording（1975年）
- Lisztomania（1975年）
- The Hunting of the Snark（1986年）
- An Irish Evening（1992年）
- The Real Lisztomania（2002年）

## 出演作品

### 映画
- 『トミー』 -  Tommy (1975年)
- 『リストマニア』 - Lisztomania (1975年)
- 『レガシー』 The Legacy (1978年)
- McVicar (1980年)
- Murder: Ultimate Grounds for Divorce (1984年)
- Pop Pirates (1984年)
- 『マッチ売りの少女』 - The Little Match Girl (1987年)
- 『三文オペラ』 - Mack the Knife (1989年)
- Buddy's Song (1991年) ※プロデューサー兼任
- 『ティーン・エージェント』 - If Looks Could Kill (1991年)
- Lightning Jack (1994年)
- 『ヴァンピレラ』 - Vampirella (1996年)
- 『ブラックプール・ストーリー』 - Like It Is (1998年) ※カメオ出演
- 『ジョージ・ベスト 伝説のドリブラー』 - Best[67] (2000年)
- .com for Murder (2001年)
- Johnny Was (2006年)

### テレビ
- 『間違いの喜劇』 - The Comedy of Errors (1983年)
- 『ベガーズ・オペラ』 - The Beggar's Opera (1983年)
- Buddy (1986年)
- Crossbow (1987年)
- Gentry (1987年)
- How to Be Cool (1988年)
- 『ミッドナイトDJ』 - Midnight Caller (1991年)
- 『ハリウッド・ナイトメア』 - Tales from the Crypt  (1993年)
- 『暗黒の戦士 ハイランダー』 - Highlander (1993-98年)
- 『新スーパーマン』 - Lois & Clark: The New Adventures of Superman (1996年)
- 『スライダーズ』 - Sliders (1997年)
- 『レプリコーン 妖精伝説』 - The Magical Legend of the Leprechauns (1999年)
- The Bill (1999年)
- Rude Awakening (1999-2000年)
- 『ドラキュラ・イン・ブラッド 血塗られた運命』 - Dark Prince: The True Story of Dracula (2000年)
- 『ザ・シンプソンズ』 第250話 - The Simpsons episode "A Tale of Two Springfields" (2000年)
- 『ウィッチブレイド』 - Witchblade (2001年)
- 『ザット'70sショー』 - That '70s Show (2002年)
- 『マイティ・ブーシュ』 - The Mighty Boosh (2005年)
- 『CSI:科学捜査班』 シーズン7(第9話) - CSI: Crime Scene Investigation (2006年)
- The Last Detective[68] (2007年)
- 『ワンス・アポン・ア・タイム』 - Once Upon a Time (2012年)※ノンクレジット
- 『アメリカお宝鑑定団ポーンスターズ』 シーズン8(第1回) - Pawn Stars (2013年)